# Krwawe gody
Krwawe gody – dramat autorstwa Federica Garcii Lorki napisany w 1932 roku, po raz pierwszy wystawiony na scenie 8 marca 1933 w Teatrze Beatriz w Madrycie. Jest uważany za jedno z najważniejszych dzieł teatralnych w dorobku Lorki. Według krytyków teatru wraz z dziełami Yerma (1934) i Dom Bernardy Alby (1936) tworzy andaluzyjską trylogię dramatyczną, której bohaterkami są kobiety. Utwory łączy przede wszystkim miejsce akcji, Andaluzja, rodzinna ziemia Lorki, która jest dla poety „kwintesencją hiszpańskości w całej swej złożonej urodzie wielowiekowego dziedzictwa kulturowego, z tauromachią i flamenco jako zasadniczymi dla jej duchowości zjawiskami”.

## Historia
Inspiracją dla napisania „Krwawych godów” był artykuł w jednym z hiszpańskich dzienników z 25 lipca 1928 roku. Gazeta opisywała morderstwo w miasteczku Níjar w prowincji Almería. W dniu ślubu Francisca Cañadas Morales uciekła ze swoim kuzynem. Wkrótce w odległości ośmiu kilometrów od domu panny młodej znaleziono ciało owego kuzyna z ranami postrzałowymi. W związku z morderstwem zatrzymano Casimiro Péreza Pino, pana młodego. Wkrótce okazało się, że nie on był winny zbrodni, lecz jego brat – szwagier panny młodej – José Pérez Pino. Historia ta odbiła się głośnym echem wśród mieszkańców Andaluzji i stała się inspiracją dla wielu twórców, w tym także dla Federica Garcii Lorki, który wykorzystał motyw ucieczki i morderstwa z miłości w swoim utworze.

## Bohaterowie dramatu
W dramatach Lorki większe znaczenie dla rozwoju fabuły mają postaci kobiece. Tak samo dzieje się w „Krwawych godach”. Nie tylko większość z bohaterów sztuki to kobiety, ale także są one postaciami o większym potencjale dramatycznym. Głównymi bohaterami dramatu są Matka, Narzeczona, Narzeczony i Leonardo. Spośród nich to Matka odgrywa najważniejszą rolę, jest postacią silną, nieustępliwą i cierpliwą, żyje wspominając zmarłych, czci ich honor i pamięć. Narzeczona jest ofiarą konfliktu wewnętrznego. Stara się zachować równowagę między obowiązkami i zasadami, ale jest bohaterką pełną pasji, której to serce, a nie rozum podpowiada, co ma robić. Narzeczony odzwierciedla stałość uczuć. Jest podporządkowany postaci Matki, ma spełnić jej oczekiwania i zapewnić spokój. Leonardo jest jedyną postacią, która w dramacie Lorki ma imię. Jest antagonistą dla postaci Matki, tym, który burzy jej spokój i uosabia wszystkie jej lęki.

## Akcja dramatu

### Akt I
Akcja dramatu „Krwawe gody” rozpoczyna się w domu Matki, która nieustannie opłakuje śmierć męża i syna. Jej drugi syn właśnie planuje ślub. Matka nie popiera w pełni jego wyboru, ale cieszy się perspektywą wnuków i szczęścia rodzinnego swojego ukochanego syna. Zgodnie z tradycją Matka i Narzeczony udają się do domu Narzeczonej i jej Ojca, aby wręczyć prezenty i zaplanować datę ślubu.
Matkę odwiedza Sąsiadka, która opowiada o dawnym narzeczonym jej przyszłej synowej – Leonardo. Zaręczyny zostały zerwane, a mężczyzna ożenił się z kuzynką Narzeczonej. Opowieść wyprowadza z równowagi Matkę, gdyż okazuje się, że Leonardo jest z rodziny, która przyczyniła się do śmierci jej męża i syna.
W domu Leonarda również panuje napięta atmosfera. Jego żonę, która spodziewa się drugiego dziecka, niepokoją nocne wyprawy męża. Czuje, że mężczyzna coś przed nią ukrywa i oddala się od niej.

### Akt II
Trwają ostatnie przygotowania do ślubu, ale Narzeczona wydaje się być nieobecna i nie jest zainteresowana prezentami oraz szczegółami ceremonii. W domu dziewczyny pojawiają się pierwsi goście, a wśród nich Leonardo. Młodzi zaczynają ze sobą rozmawiać i rozpamiętywać, z czyjej winy nie doszło do ich zaślubin. Panna młoda odtrąca Leonarda, każąc mu wracać do rodziny. Służąca przepędza mężczyznę i wkrótce rozpoczyna się ceremonia.
W trakcie wesela goście bawią się i cieszą szczęściem nowożeńców. Narzeczony wysłuchuje rad Matki, jak mężczyzna powinien postępować w domu i być głową rodziny. W trakcie zabawy Narzeczona, która poszła na chwilę odpocząć do swojego pokoju, znika. Zaniepokojeni goście zaczynają jej szukać, a chwilę później żona Leonarda oznajmia, że Narzeczona uciekła konno razem z jej mężem. Narzeczony rusza w pościg za uciekinierami.

### Akt III
Pojawiają się postaci symboliczne i drwale, którzy opisują ostatnie zdarzenia. Księżyc oświetla drogę, aby łatwiej było odnaleźć zakochanych, a Żebraczka przepowiada nieuchronną śmierć.
Mija noc, po okolicy rozchodzą się wieści o śmierci Narzeczonego i Leonarda. Do Matki przychodzi Narzeczona, która pragnie, by ją zabito i pochowano razem z nimi. Opowiada o tym, że Narzeczony był szansą na jej ocalenie, ale nie mogła przezwyciężyć uczuć do Leonarda. Dramat kończy się w domu Matki, gdzie wszystkie kobiety opłakują tragedię, która się wydarzyła.

## Tematyka i symbole
“Krwawe gody” to jeden z najbardziej znanych utworów hiszpańskiego poety. W dramacie Lorka przedstawia własną interpretację prawdziwego zdarzenia. Według niektórych napisanie tekstu zajęło poecie kilka dni, ale w rzeczywistości cały proces trwał o wiele dłużej. Poeta często używał następującej metody pracy: czerpał inspirację z autentycznych wydarzeń, rozmyślał i analizował je przez długi czas. Następnie potrafił usiąść i od razu napisać całe dzieło. Podobnie było  z „Krwawymi godami”: pomysł został zaczerpnięty z wiadomości o zbrodni w dniu wesela zamieszczonej z hiszpańskim dzienniku ABC z dnia 25 lipca 1928 roku.
Tłem wydarzeń jest południe Hiszpanii, a w utworze możemy odnaleźć wszystkie archetypy andaluzyjskiego społeczeństwa. Jest tutaj ukazany nie tylko konflikt między Leonardem a Narzeczonym, rozterki Narzeczonej, ale też dychotomia między czystym, niewinnym uczuciem, a miłością pełną pasji i zakazaną. W świecie bohaterów widać dokładnie sprzeczności między różnymi formami postrzegania miłości i życia w wiejskiej społeczności, gdzie toczy się nieustanna walka między normami społecznymi i moralnymi, a porywami serca i przeznaczeniem.
W swoim utworze Federico García Lorca odwołuje się do innych dramaturgów hiszpańskich. „Krwawe gody” są pełne nawiązań do sztuk Lopego de Vegi i Calderóna de la Barca. Wpływ klasyków można zaobserwować między innymi  w scenach, w których pojawiają się postaci tajemnicze, nadnaturalne, jak Księżyc i Śmierć. Owe elementy symboliczne i odniesienia do śmierci można również odnaleźć w innych utworach poety, m.in. „Romancero cygańskie” (1928). Lorka czerpie też z tradycji starożytnego teatru greckiego, dodając do swojej sztuki elementy charakterystyczne, takie jak chór czy temat przeznaczenia i katastrofy.
Dramat składa się z trzech aktów. W pierwszym z nich akcja rozwija się w trzech różnych miejscach, w domu Matki, w domu Narzeczonej i w domu Leonarda. W kolejnym akcie akcja toczy się w domu Narzeczonej, gdzie spotykają się wszyscy bohaterowie. Obserwujemy sytuację przed i po zaślubinach. W ostatnim akcie świat realny zanika i pojawiają się postaci nadnaturalne, symboliczny las, w którym ukazują się Księżyc i Śmierć. Pojawiają się również Drwale, którzy są chórem komentującym akcję dramatu. W finale utworu rolę komentującego chóru przejmują Dziewczęta, a akcja wraca do punktu, w którym się rozpoczęła, czyli do domu Matki.
„Krwawe gody” to historia, której głównym tematami są los i przeznaczenie oraz pełna pasji, nieszczęśliwa miłość, będąca katalizatorem wszystkich nieszczęśliwych wydarzeń. Siła uczucia, której nie można się przeciwstawić, prowadzi do tragedii, której nie można uniknąć. Tematami pobocznymi są również zemsta i honor. Śmierć naznacza wszystkich bohaterów, począwszy od Matki, która traci męża i synów, aż do młodych bohaterów, którzy poświęcają życie walcząc o miłość i odzyskanie honoru. Autor, tworząc tło dramatu, odnosi się do mitów i legend i wprowadza czytelnika w świat, gdzie pasja i uczucie wiodą do tragicznego końca, nie można uciec przed przeznaczeniem i tylko miłość może stawić czoła śmierci.
Dramat Lorki jest pełen symboli i odniesień do innych utworów poety. Najważniejsze elementy symboliczne to:
- księżyc – symbol często pojawiający się w utworach Lorki, oznacza śmierć, ale również erotyzm, płodność i piękno,
- woda i jej nurt – symbol życia i witalności, energii, oczyszczenia,
- krew – życie, ale również pasja i śmierć,
- koń i jeździec – mogą reprezentować śmierć, ale również energię, męskość,
- nóż, sztylet – narzędzie rytuałów religijnych, może oznaczać poświęcenie,
- las – może symbolizować podświadomość człowieka, instynkty, miejsce poświęcone.

## Trylogia andaluzyjska Lorki
Na tzw. andaluzyjską trylogię dramatyczną składają się „Krwawe gody” (1932), „Yerma” (1934) i „Dom Bernardy Alba” (1936). Federico García Lorca w tych utworach nawiązuje do teatru klasycznego i dialektyki etyczno-moralnej, która charakteryzowała tragedię grecką, w której często wartości jednostki były przeciwstawiane normom społecznym. Lorka wprowadza jednak jedną fundamentalną zmianę, powstrzymuje się od analizowania sytuacji z punktu widzenia socjopolitycznego. Dla autora tym, co sprawia, że jednostka traci swoją wolność i indywidualność, są normy moralne. Bohaterowie Lorki, w szczególności postaci kobiece, są odseparowane od świata zewnętrznego i zamknięte w świecie swoich pasji i emocji. Moralność zdaje się być dla nich więzieniem, a normy ograniczają ich wolność. W dramatach Lorki to, co moralne, nie zawsze zdaje się być etyczne.
Dramaty zostały nazwane trylogią andaluzyjską z uwagi na podobieństwo zarówno formy, jak i treści. Autor przedstawia swoją rodzinną ziemię jako tło wewnętrznych rozterek bohaterek. W utworach ukazana jest pewna opozycja między światem zewnętrznym i światem dobrze znanym. To, co znane i bezpieczne, to w głównej mierze dom, który u Lorki może być zarówno schronieniem, ale również więzieniem. Elementy andaluzyjskiego krajobrazu – pola, rzeki czy gaje oliwne – symbolizują to, co nieznane, ale zarazem tak pociągające. Dla bohaterów Lorki jest to wolność i zakazana miłość, które mogą za sobą pociągać niebezpieczeństwo i śmierć.
Głównymi bohaterkami trylogii Lorki są Narzeczona, Adela i Yerma – trzy młode kobiety, dla których najważniejsza jest ich wolność, czyli możliwość decydowania o swoim życiu i przyszłości. Są również świadome, że śmierć to czasem jedyne wyjście, aby tę wolność uzyskać.

## Interpretacje teatralne i adaptacje filmowe „Krwawych godów”
Utwór “Krwawe gody”, którego premiera na scenie odbyła się niedługo po jego publikacji, cieszył się powodzeniem publiczności zarówno w Hiszpanii, jak i Ameryce Łacińskiej. Do sukcesu dzieła wystawianego do dziś w teatrach na całym świecie w dużej mierze przyczyniła się jego uniwersalność. W Polsce utwór doczekał się premiery w 1948 roku w Teatrze Wojska Polskiego w Łodzi.
Sztuka została przeniesione na duży ekran kilka razy. Do najsłynniejszych adaptacji filmowych należą:
- Bodas de sangre (1938), reż. Edmundo Guibourg – czarno-biały film argentyński nakręcony niedługo po wydaniu “Krwawych godów”, jest wierną adaptacją dramatu. W roli głównej występuje Margarita Xirgu, katalońska aktorka, która znana jest również z interpretacji postaci Lorki na deskach teatru. Jest to jedyny film dźwiękowy w dorobku Xirgu. Niesłusznie uważany przez wiele lat za zaginiony, stanowi jedno z arcydzieł kina argentyńskiego.
- Noces de sang (1977), reż. Souheil Ben-Barka – adaptacja utworu Lorki, w której akcja dramatu została przeniesiona na marokańską pustynię i ukazuje konflikt dwóch zwaśnionych klanów.
- Bodas de sangre (1981), reż. Carlos Saura – musical wyreżyserowany przez jednego z najważniejszych hiszpańskich filmowców. Należy do tzw. trylogii flamenco i opowiada historię tragicznego romansu poprzez muzykę i taniec.
- La Novia (2015), reż. Paula Ortiz – poetycki film, którego scenariusz niemal w całości opiera się na tekście poety, jest hołdem oddanym Lorce poprzez muzykę i obrazy. Film otrzymał 12 nominacji do nagrody filmowej Goya.